# A harmadik csimpánz felemelkedése és bukása

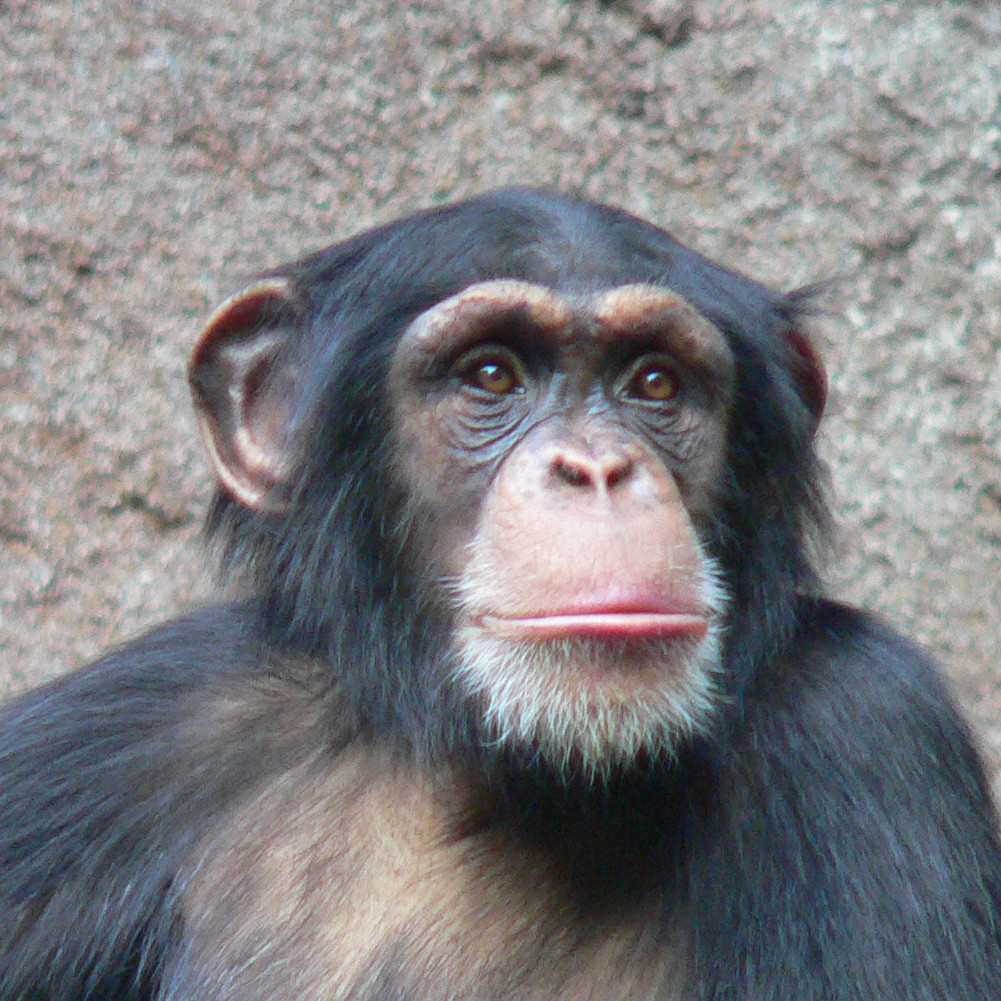
Csimpánz (Pan troglodytes)

A harmadik csimpánz felemelkedése és bukása (eredeti címén The Third Chimpanzee; ISBN 963-9326-15-1) Jared Diamond 1992-ben írt tudományos-ismeretterjesztő könyve. Eredeti alcíme: How our animal heritage affects the way we live. Magyar nyelvre Győrvári Borbála fordította.

## Leírás
Nem vagyunk különös anyagból gyúrva mi, emberek; DNS-ünk csak 1,6%-ban különbözik a közönséges csimpánz és a törpecsimpánz DNS-étől. Ők csak mostanában kezdik megkeserülni ezt a rokonságot, s még jól is jártak, hiszen a másik kedves rokon, a neandervölgyi ember már negyvenezer éve megfizetett érte: nem a jégkorszak hidegétől halt ki, hanem a mi ősünk, a cro-magnoni ember kezétől.
Az igazán és kizárólag emberinek tekintett nyelvnek és művészetnek is vannak állati előfutárai, hiszen komoly műértők véltek értékes műalkotásnak állatok által festett képeket. Más, megkülönböztetőnek vélt jegyeinkben – amelyekre már kevésbé lehetünk büszkék – szintén nem állunk távol tőlük: megvan az ősképe a tömeggyilkosságnak, a környezetpusztításnak, sőt, igen áttételesen a kábítószer-élvezetnek is.
Elkeserítő, hogy az állatok mennyire hasonlítanak az emberre, és viszont. De velük vetélkedve mi, emberek jutottunk el ahhoz a kiváltsághoz, hogy kipusztíthassuk egész környezetünket: növényestül, állatostul, emberfajostul. Diamond a rokonságot alaposan – és élvezetesen – végigtekintve azt latolgatja ebben a könyvében, hogy vajon van-e még esély észhez térésünkre.

## Tartalom
- Előszó

1. rész: Csak egy a nagyemlősfajok közül
2. rész: Egy különös életciklusú állat
3. rész: Egyedülállóan emberi
4. rész: Világhódítók
5. rész: Pusztulás egyik napról a másikra

- Utószó: Semmit sem tanultunk s mindent elfelejtettünk?
- További olvasmányok
- Név- és tárgymutató

## Magyarul
- A harmadik csimpánz felemelkedése és bukása; ford. Győrvári Borbála; Typotex, Bp., 2002 ISBN 963-9326-15-1